# Renzo Imbeni
Renzo Imbeni (n. 12 octombrie 1944 - d. 22 februarie 2005), a fost un om politic italian, membru al Parlamentului European în perioada 1999-2004 din partea Italiei. 
1. ↑  Deputații în Parlamentul European